# Акакий (Паппас-младший)
Митрополит Ака́кий (греч. Μητροπολίτης Ακάκιος, в миру Афана́сиос Паппа́с греч. Αθανάσιος Παππάς; 4 февраля 1926, Греция — 5 сентября 2019, Пеания) — епископ ИПЦ Греции (Синод Хризостома); бывший митрополит Аттикийский и Диавлейский (1962—2019).

## Биография
Родился в феврале 1926 года в Греции и приходится племянником покойному архиепископа Афинскому и всея Эллады Акакию (Паппасу) (старшему) (1888—†1963). Семья ревностно поддерживала идеи греческого старостильного движения и юрисдикционно относилась к «флоринитскому» Синоду Церкви ИПХ Греции.
В 1946 году Афанасий был принят послушником в старостильный Свято-Николаевский монастырь близ города Пеания в Аттике, где находился под непосредственным руководством своего дяди — архимандрита Акакия (Паппаса).
В мае 1947 годы он был пострижен в монашество с наречением имени Акакий, а в феврале 1950 года епископом Диавлейским Поликарпом (Лиосисом) пострижен в великую схиму.
В декабре 1954 года митрополит Флоринский Хризостом (Кавуридис) совершие его хиротонию во иеродиакона, а позднее — во иеромонаха. Им же он был возведён в сан архимандрита.
С 1957 по 1959 годы архимандрит Акакий (Паппас-младший) принимал участие в управлении «флоринитским» Синодом Церкви ИПХ Греции, являясь членом Церковного совета, состоявшего из двенадцати «архимандритов». Кроме того, он являлся участников ряда переговоров с архиереями Русской православной церкви заграницей о восстановлении иерархии «флоринитского» Синода Церкви ИПХ Греции.
В мае 1962 года епископ Талантийский Акакий (Паппас-старший) и архиепископ Чилийский Леонтий (Филиппович) совершили архиерейскую хиротонию архимандрита Акакия во епископа Диавлейского.
С мая 2003 года митрополит Акакий является Заместителем Председателя «флоринитского» Синода Церкви ИПХ Греции.
Скончался 5 сентября 2019 года. Отпевание будет совершено архиепископом Афинским Каллиником (Сарандопулосом) в Никольском монастыре, где покойный проживал в последние годы на покое.